# Kněževes (okres Žďár nad Sázavou)
Kněževes (dříve Knězoves, německy Knieschewes) je obec v okrese Žďár nad Sázavou v Kraji Vysočina. Žije zde 162 obyvatel. V údolí západně od obce protéká řeka Oslava.

## Historie
První písemná zmínka o obci pochází z roku 1370.
| Rok            | 1869 | 1880 | 1890 | 1900 | 1910 | 1921 | 1930 | 1950 | 1961 | 1970 | 1980 | 1991 | 2001 |
| Počet obyvatel | 270  | 282  | 269  | 238  | 261  | 270  | 257  | 250  | 234  | 222  | 190  | 171  | 169  |

## Pamětihodnosti

### Areál loveckého zámku
V obci se nachází řada kulturních památek. Mezi nejstarší pamětihodnosti obce patří areál bývalého loveckého zámku, který podle výsledků důsledného archivního i terénního průzkumu zpracovatele stavebně historického průzkumu, archeologů i majitele objektu ve svých zdech dodnes obsahuje výjimečně dobře dochované gotické jádro původní kněževeské tvrze. Vrcholně gotická tvrz prošla podle stejného zdroje pozdně středověkou přestavbou. Nedlouho poté byla doplněna o renesanční přístavbu, která zformovala budovu do blokové podoby.
Objekt byl snad již v průběhu druhé poloviny 17. století využíván jako letohrádek, který sloužil jako správní středisko rozsáhlého kněževeského polesí. V této době byl v držení hraběcího rodu z Kounic, od roku 1676 pak hraběcího rodu z Ugarte. Již v polovině 17. století se zde také uvádí hajný. Další obdobné doklady pocházejí ze 30. let 18. století. Situaci kněževeského polesí názorně dokladují ještě mapy z druhé poloviny 18. a počátku 19. století. Stavba zámku byla za Marie Eleonory Holštýnské, provdané vévodkyně z Guastally a Sabionetty okolo poloviny 18. století z části výrazně barokně upravena pro potřeby vrchnosti, kdy zde vznikl velký lovecký sál s dosud výjimečně autenticky zachovalým dřevěným trámovým stropem, zdobeným bohatou profilací s řezbami, a klenutý kabinet. V průběhu druhé poloviny 18. století však v rámci reorganizace lesní správy meziříčského panství ztratil zámek na významu a jeho stavba byla připojena k areálu usedlosti čp. 3. Budova však byla i poté příležitostně užívána vrchností po celé 19. a první čtyři desetiletí 20. století až do roku 1943, a to zejména v době honů, kdy se zde odehrávala společenská část programu spojená s hostinou. Pro tento účel byly v budově zřízeny jednoduché pokoje pro příležitostné ubytování hostů.
Mimo téměř intaktně dochovaný pozdně gotický palác tvrze jsou v budově zachovány i cenné konstrukce z doby barokní přestavby. Jde zejména o rozměrnou, atypicky formovanou, černou kuchyni a velký sál se zmíněným trámovým stropem, který byl po desetiletí ukrytý pod omítaným podhledem (původní trámový strop byl zakryt pravděpodobně již v průběhu první poloviny 19. století). Zámecká budova je zastřešena vysokou mansardovou střechou, původně doplněnou o věž se zvonem, v místě známým pod lidovým označením "robotníček" (věž byla sejmuta, zvon se však zachoval a po obnově věže bude navrácen zpět).
K hlavní budově přiléhají klasicistní stáje a částečně podsklepená stodola (sklepy jsou renesančního a pozdně barokního stáří). V areálu jsou dochovány fragmenty zástavby staršího dvora, zrušeného při spojení zámku s usedlostí čp. 3. Nejvýraznějším zbytkem tohoto dvora je izolovaně situovaná brána, opatřená masivními opěráky, nápadně umístěná v zadní části parcely. V areálu loveckého zámku je také umístěna půlkruhová renesanční kašna, původně pocházející ze zámku Stránecká Zhoř.
Sídlí zde Regionální muzeum Horního Pooslaví zaměřené na dějiny regionu.

### Další pamětihodnosti
- Barokní kaple sv. Floriána na návsi (kulturní památka)
- Trojice barokních kamenných křížů z roku 1780 (kulturní památky)
- Kamenný kříž z roku 1920 umístěný v JV části návsi
- Kamenný kříž umístěný ve východním okraji obce (u čp. 61), při silnici na Bory
- Dřevěný misijní kříž z roku 2014 umístěný u kaple sv. Floriána